# Reg Pickett
Reginald Arthur "Reg" Pickett (født 26. januar 1927, død 4. november 2012) var en engelsk fodboldspiller (winghalf).
Pickett startede sin karriere hos Portsmouth, og spillede for klubben i otte sæsoner frem til 1957. Han vandt det engelske mesterskab med klubben i 1950. Derefter skiftede han til Ipswich Town, hvor han sluttede sin karriere i 1963.

## Titler
Engelsk mesterskab
- 1950 med Portsmouth